# Línea El Prat-Aeropuerto
La línea El Prat - Aeropuerto es una línea de ferrocarril de 6,7 kilómetros de longitud que transcurre por el municipio del Prat de Llobregat uniendo la ciudad del Prat de Llobregat con el Aeropuerto Internacional de Barcelona.
Esta línea parte de la estación del Prat de Llobregat y más tarde se separa de la Línea Barcelona-Vilanova-Valls para llegar hasta el Aeropuerto del Prat. La línea será substituida por una nueva línea en construcción entre el Prat de Llobregat y el Aeropuerto y que enlazará la terminal 2 y la nueva terminal 1, en 2024.
Con la llegada de la línea de alta velocidad Madrid-Barcelona-Frontera Francesa se soterrará la estación de El Prat de Llobregat. Antes de la construcción de la línea de alta velocidad, la línea del Aeropuerto seguía paralela a la línea Barcelona-Vilanova-Valls hasta el estación de Barcelona Sants.

## Servicios
Desde el 2006 hasta el 2009 circulaban por la línea de trenes de la R10 de Cercanías Barcelona que unían el Aeropuerto con la Estación de Francia. Desde febrero de 2009 la R10 ha dejado de circular y el servicio lo realiza la R2 Norte uniendo el Aeropuerto con Sant Celoni y / o Maçanet-Massanes, después de su paso por Barcelona y Granollers Centre. 